# Kot Island
Kot Island (russisch Остров Кот Ostrow Kot, deutsch ‚Katzeninsel‘) ist eine Insel vor der Knox-Küste des ostantarktischen Wilkeslands. Sie liegt im Gebiet der Bunger-Oase.
Wissenschaftler einer sowjetischen Antarktisexpedition benannten sie. Das Antarctic Names Committee of Australia übertrug diese Benennung 1989 ins Englische.